# Lobelia remyi
Lobelia remyi är en klockväxtart som beskrevs av Joseph Rock.
Lobelia remyi ingår i släktet lobelior och familjen klockväxter. Inga underarter finns listade i Catalogue of Life.